# St. Johannes der Täufer (Konfeld)

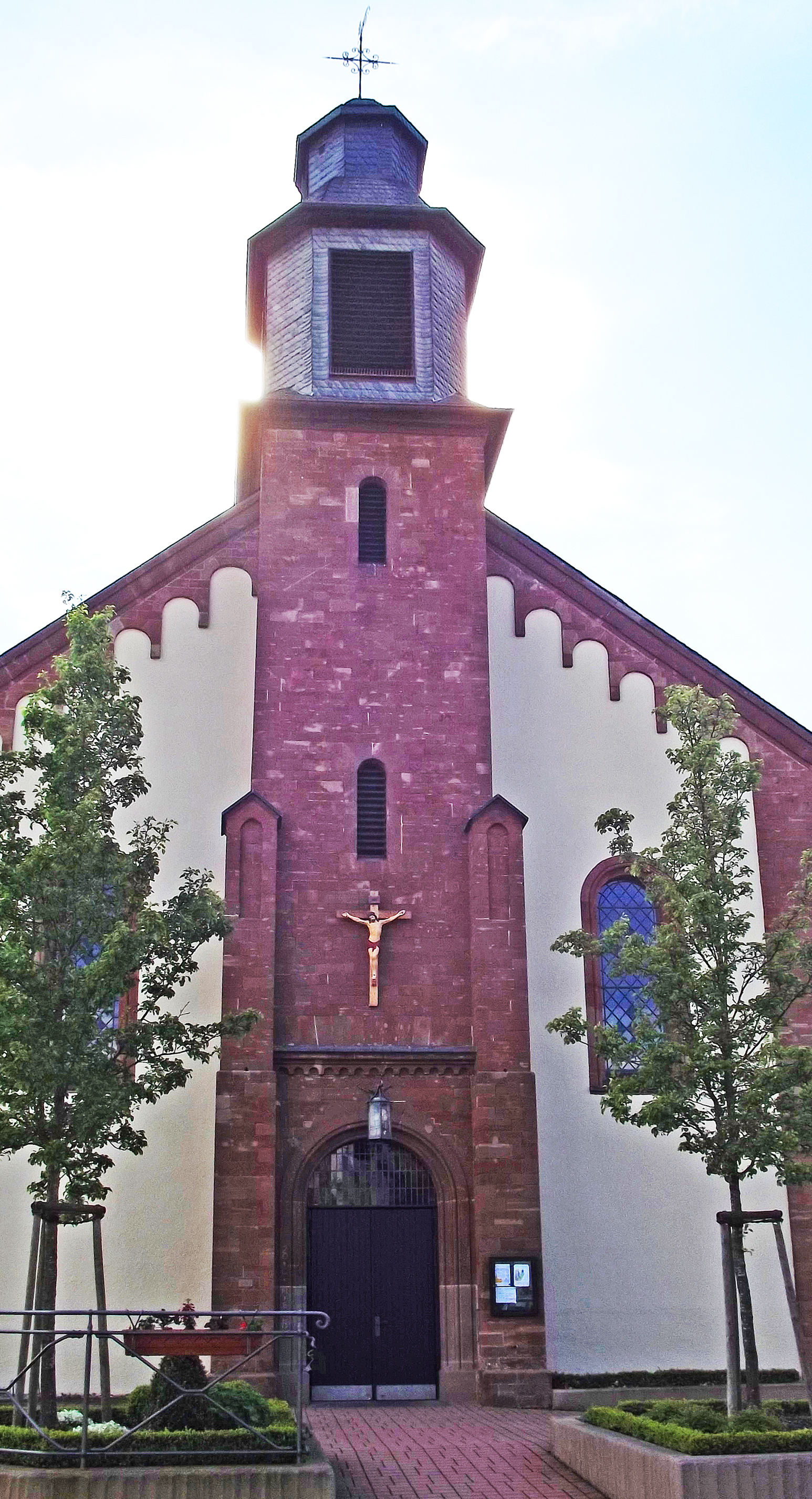
Die katholische Pfarrkirche St. Johannes der Täufer in Konfeld

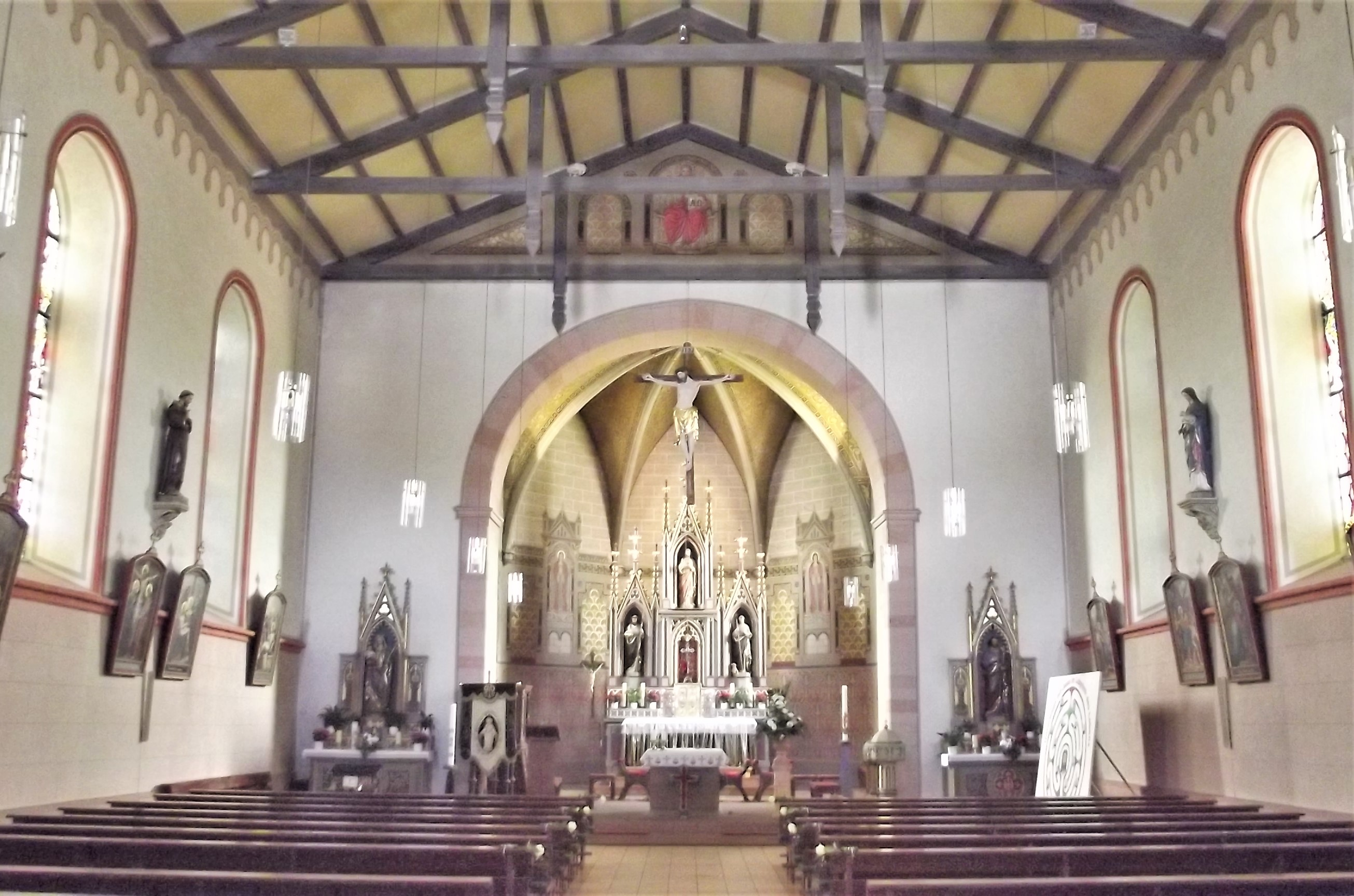
Blick ins Innere der Kirche

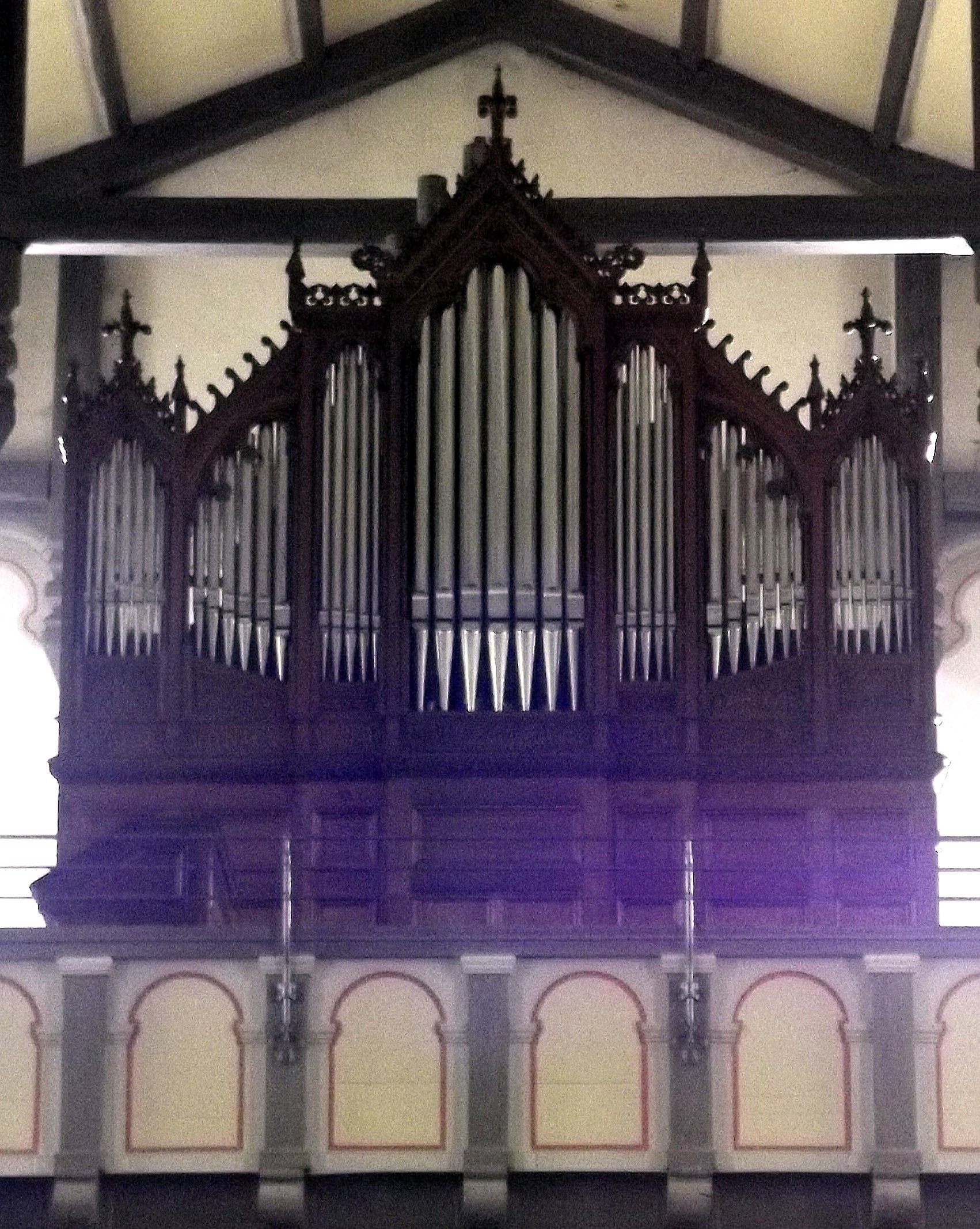
Orgelprospekt

Die Kirche St. Johannes der Täufer ist eine römisch-katholische Pfarrkirche in Konfeld, einem Ortsteil der Gemeinde Weiskirchen, Landkreis Merzig-Wadern, Saarland. Die Kirche trägt das Patrozinium von Johannes dem Täufer und ist in der Denkmalliste des Saarlandes als Einzeldenkmal aufgeführt.

## Geschichte
In der Taxa generalis subsidiorum cleri Trevirensis, einem Verzeichnis kirchlichen Besitzes (Klöster, Kirchen etc.) des Erzbistums Trier, aus dem Jahr 1330 findet auch eine Kirche in Konfeld Erwähnung. In Visitationsberichten von 1569 und 1618 ist sie als „Capella liberalis“ aufgeführt. Im Jahr 1793 erfolgte ein Neubau der Kirche, die 1824 erweitert und 1852 durch einen Brand zerstört wurde.
Die heutige Kirche entstand in den Jahren 1854 bis 1857 nach Plänen des Architekten Kreisbaumeister Birk (Merzig).
Im Jahr 1994 wurde die Kirche einer Restaurierung unterzogen.

## Architektur und Ausstattung
Bei dem Kirchengebäude handelt es sich um eine Saalkirche mit fünf Fensterachsen, offenem Dachstuhl und polygonalem fünfseitigen Chor. Der Turm ist in die Fassade integriert.
Zur Ausstattung der Kirche gehören die Kreuzweg-Gemälde der Kirchenmalerin Gräfin Octavie de Lasalle von Louisenthal (Dagstuhl) aus dem Jahr 1881.
Außerdem befindet sich in der Kirche eine aus Holz geschnitzte Kreuzigungsgruppe von 1912 mit Christuskorpus, Gottesmutter und St. Johannes, die von Pfarrer Uthoff gestiftet wurde. 1954 wurde die Kreuzigungsgruppe aus dem Kircheninneren entfernt und über dem Eingangsportal angebracht. 1985 wurde sie von dort entfernt, 1996 einer Restaurierung unterzogen und wieder im Kircheninneren platziert.
Weitere Ausstattungsgegenstände sind die als Geschenk der Eheleute Jakob Weber-Langenfeld an die Kirche gegebene aus Eichenholz geschnitzte Kanzel aus dem Jahr 1903, die nach einer Restaurierung und mit neuem Säulenunterbau ausgestattet 1995 wieder im linken Chorbereich aufgestellt wurde, sowie der Taufstein aus Sandstein, der 1996 durch die Firma Bernhard Koch einer Restaurierung unterzogen wurde.

## Orgel
Die Orgel der Kirche wurde 1904 von dem Orgelbauunternehmen Mamert Hock (Saarlouis) erbaut. 1998 erfolgte eine Restaurierung durch die Firma Hugo Mayer (Heusweiler).
Das Kegelladen-Instrument mit freistehendem Spieltisch, das zentral auf einer Empore aufgebaut ist verfügt über 15 klingende Register, verteilt auf 2 Manuale und Pedal. Das mittelbraun lasierte Gehäuse besteht aus massiver Eiche. Die Spiel- und Registertraktur ist pneumatisch. Die Disposition lautet wie folgt:
| I Hauptwerk C–f3 |                    |       |
| 1.               | Bordun             | 16′   |
| 2.               | Principal          | 8′    |
| 3.               | Rohrflöte          | 8′    |
| 4.               | Gamba              | 8′    |
| 5.               | Salicional         | 8′    |
| 6.               | Octave             | 4′    |
| 7.               | Mixtur-Cornett III | 2 ⁄3′ |
| 8.               | Trompete           | 8′    |

| II Manual C–f3 |                  |    |
| 9.             | Geigenprincipal  | 8′ |
| 10.            | Lieblich Gedackt | 8′ |
| 11.            | Aeoline          | 8′ |
| 12.            | Traversflöte     | 4′ |

| Pedal C–d1 |         |     |
| 13.        | Subbaß  | 16′ |
| 14.        | Cello   | 8′  |
| 15.        | Posaune | 16′ |

- Koppeln:
  - Normalkoppeln: II/I, I/P, II/P
  - Suboktavkoppeln: I/I
  - Superoktavkoppeln: I/I
- Spielhilfen: Piano, Mezzoforte, Forte, Tutti, Auslöser